# Goran Čolakhodžić
Goran Čolakhodžić (Zagreb, 23. siječnja 1990), hrvatski pjesnik i prevoditelj, dobitnik nagrade Goran za mlade pjesnike za 2015. godinu te međunarodne nagrade Mostovi Struge za 2017. Od 2016. godine sudionikom je europske mreže Versopolis. Prevodi prozu i prvenstveno poeziju s rumunjskoga i engleskoga te na oba ta jezika.

### Autorske knjige
- Na kraju taj vrt (SKUD Ivan Goran Kovačić, Zagreb, 2015.)
- Pred gradom su kosci (Hrvatsko društvo pisaca, Zagreb, 2018.)